# Nébó-hegy
A Nébó-hegy (arabul: جبل نيبو, Dzsábál Nibu; héberül: הַר נְבוֹ  , Har Névo; ) Jordánia területén, a Holt-tenger északkeleti végének közelében, Ammántól kb. 30 km-re délnyugatra és Jeruzsálemtől kb. 50 km-re keletre. A ciszjordániai Jerikó általában látható a hegytetőről, míg egyes napokon Jeruzsálemig is ellátni.
Isten e hegy tetejéről mutatta meg Mózesnek az Ígéret Földjét, amelyet a zsidók nemsokára birtokukba is vettek. Mózest a hagyomány szerint a hegyen temették el.
II. János Pál pápa 2000-ben meglátogatta a hegyet szentföldi útja során és egy olajfát ültetett el a bizánci kápolna mellett a béke jelképeként. Az utána következő XVI. Benedek pápa ugyancsak járt itt 2009-ben.
A hegyen található rézkígyó egy olasz művész, Giovanni Fantoni alkotása, amely a zsidók 40 évi pusztában való vándorlására utal. Miután sokan meghaltak kígyómarásban, a nép könyörögni kezdett az Úrhoz, hogy védje meg őket a mérges kígyóktól. Mózes az Úr szavára egy botra tekeredett rézkígyót készíttetett. Akit megmart egy kígyó, de föltekintett erre a rézkígyóra, az életben maradt.

## Galéria

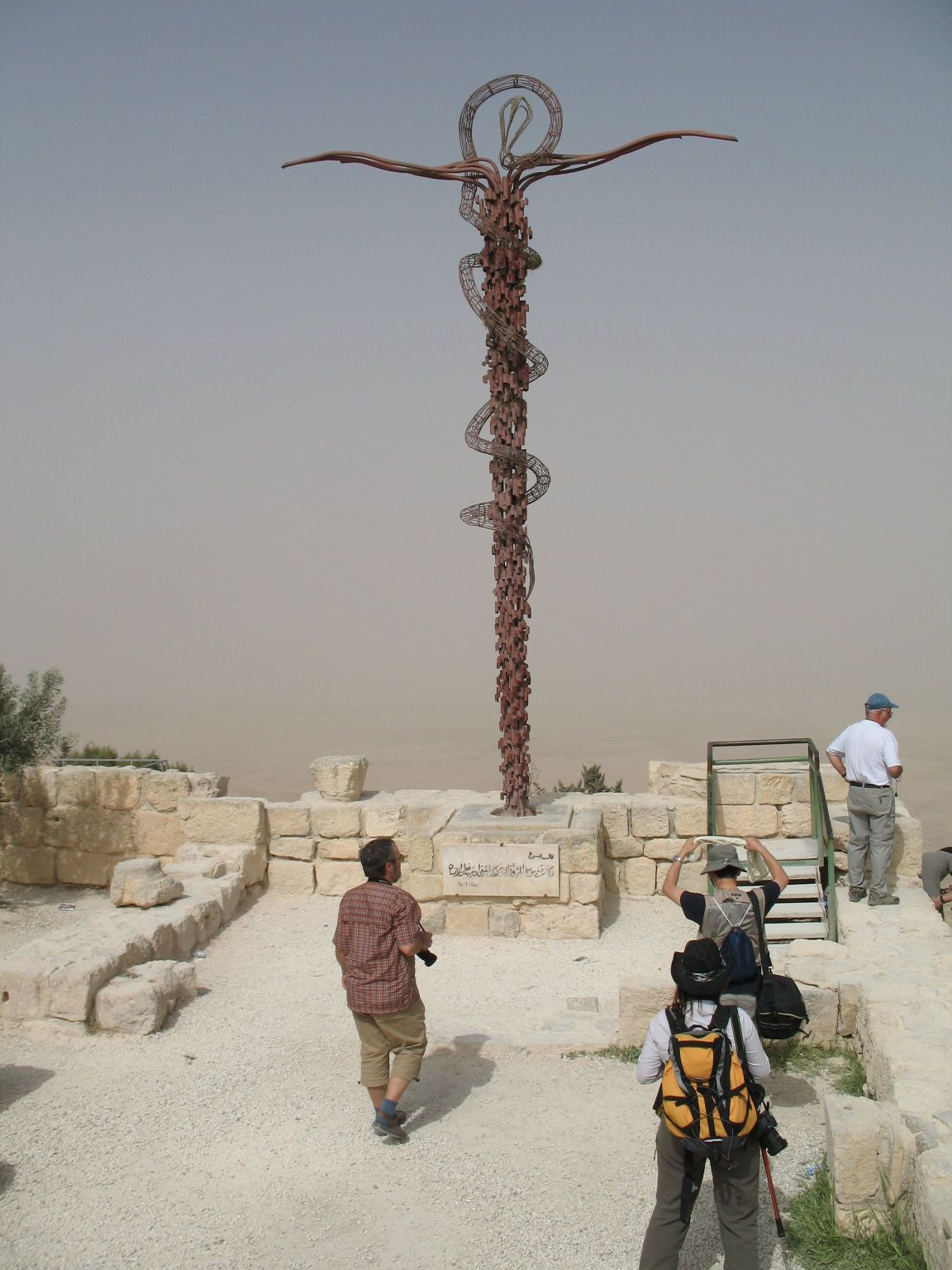
Az érckígyó
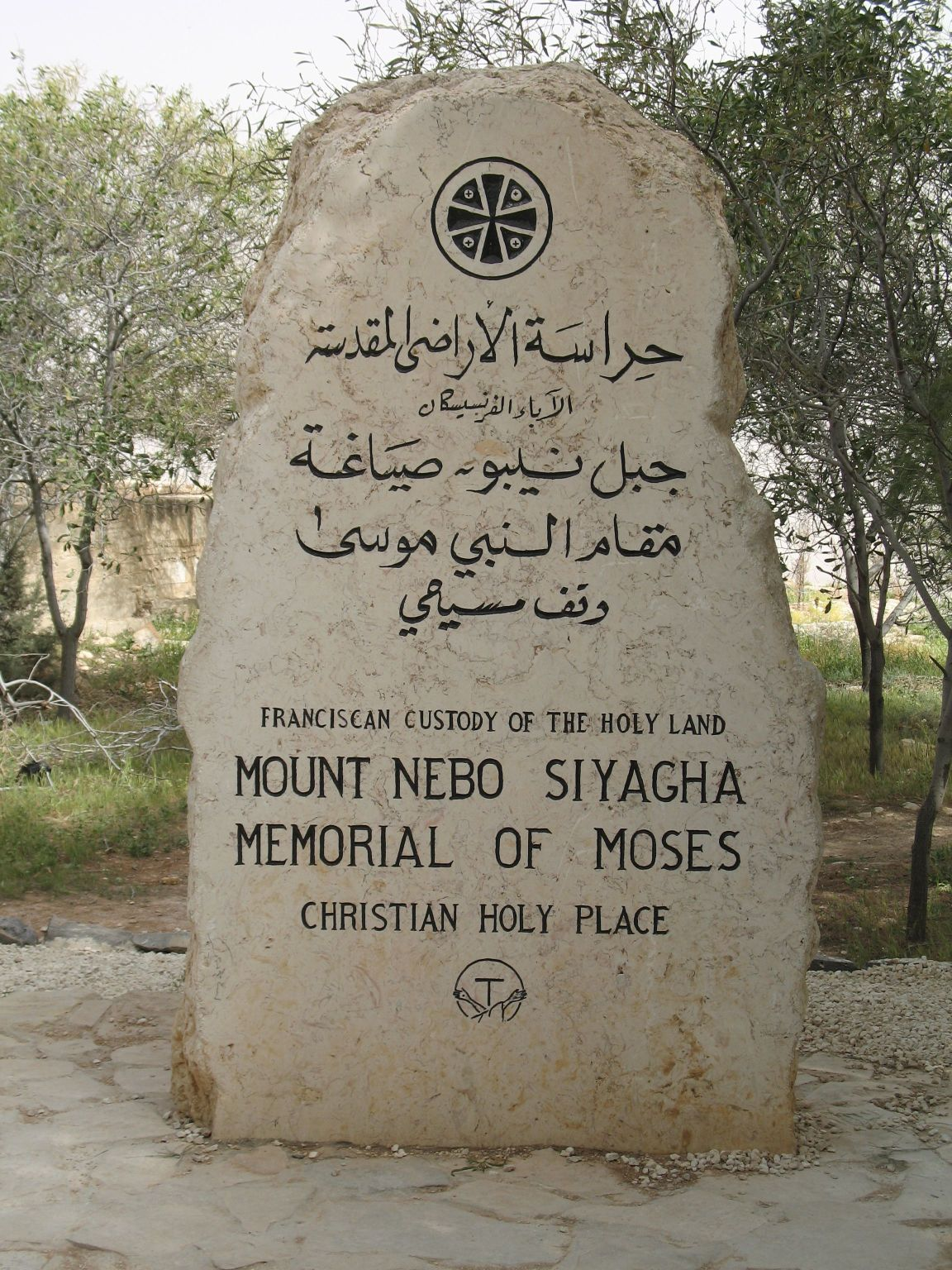
Mózes emlékműve
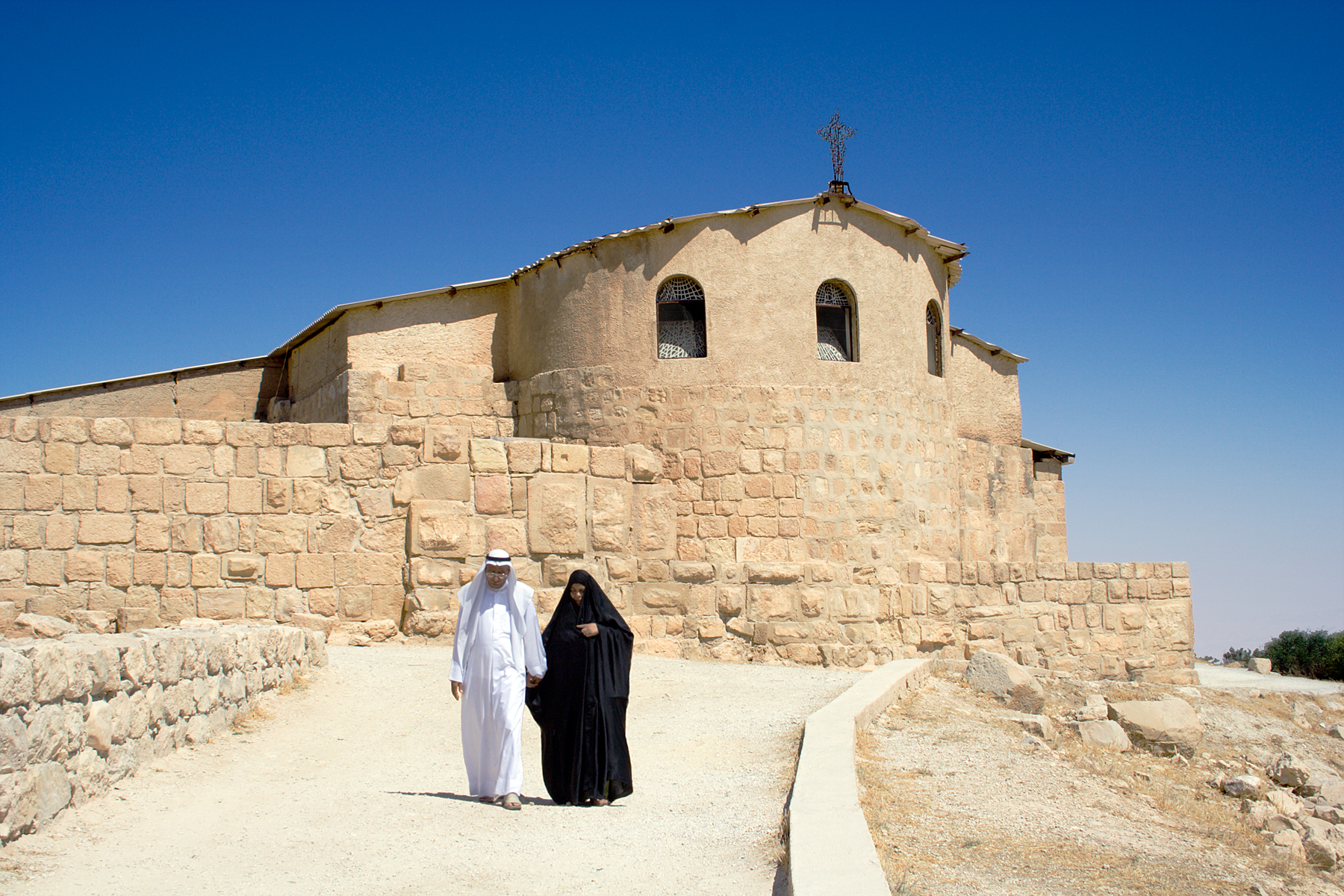
Bazilika a hegytetőn (2017 előtt)
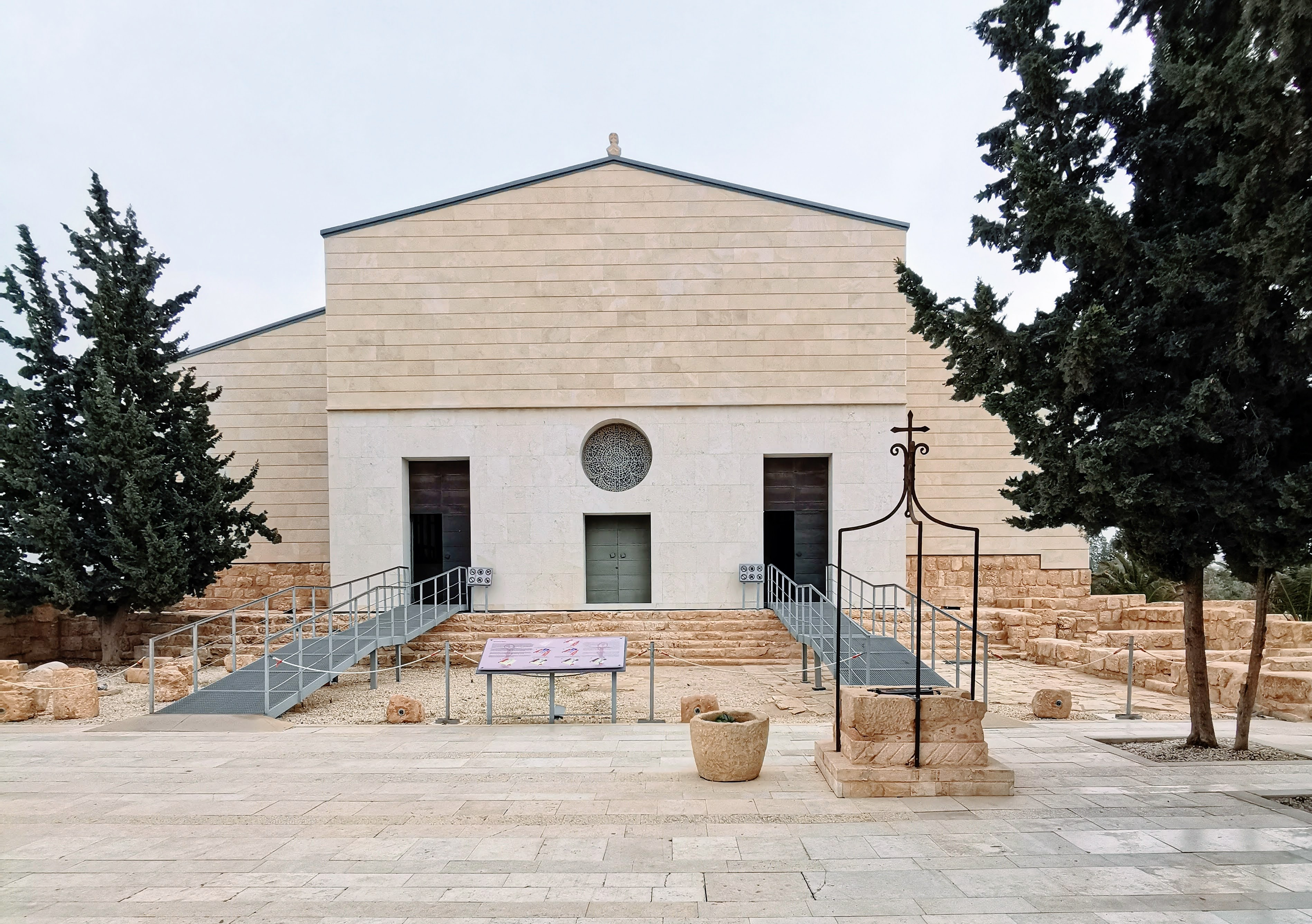
A templom modern főbejárata (2022-ben)
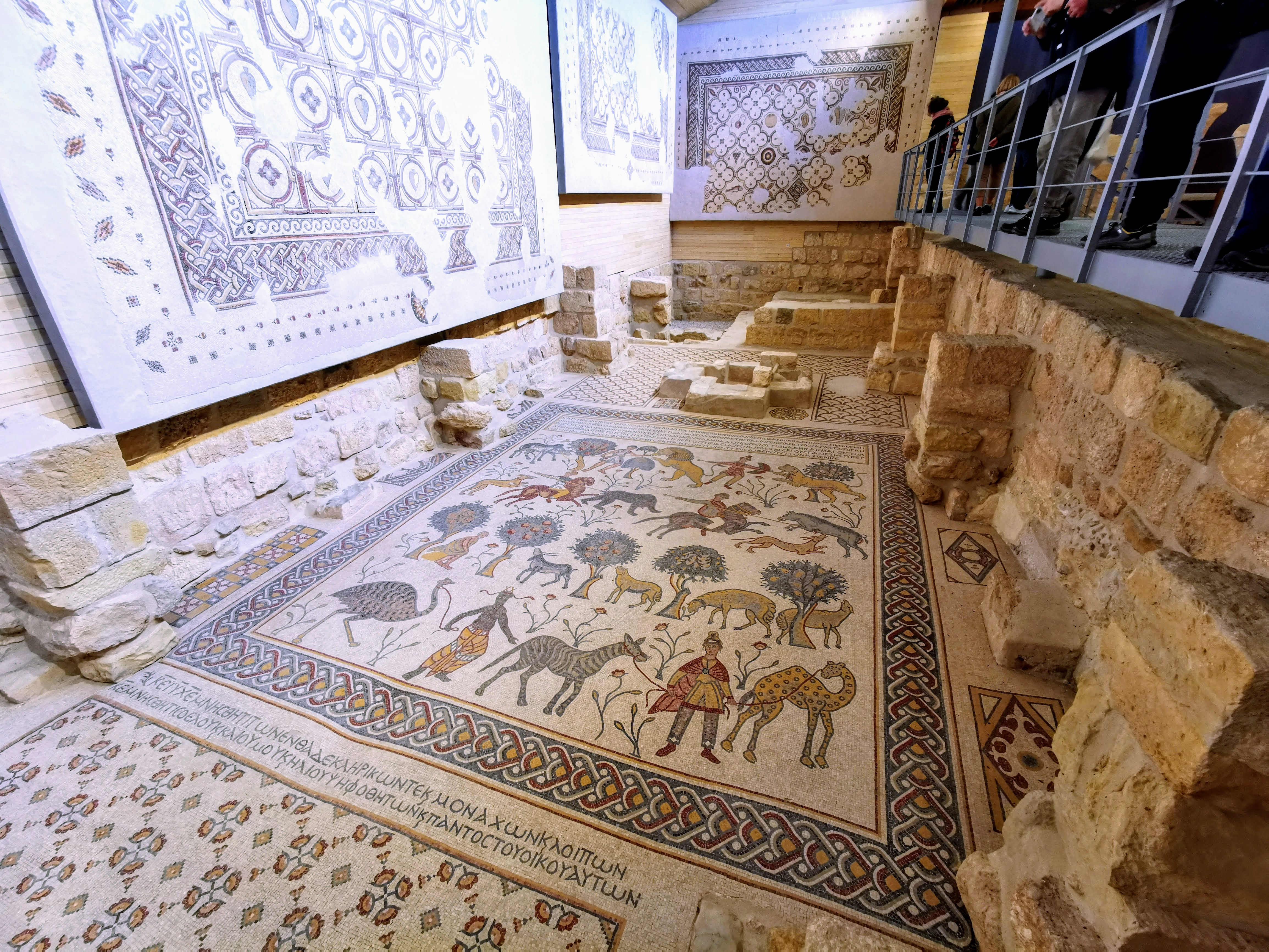
Mozaik padló a templom oldalhajójában, Kr után 530 körül
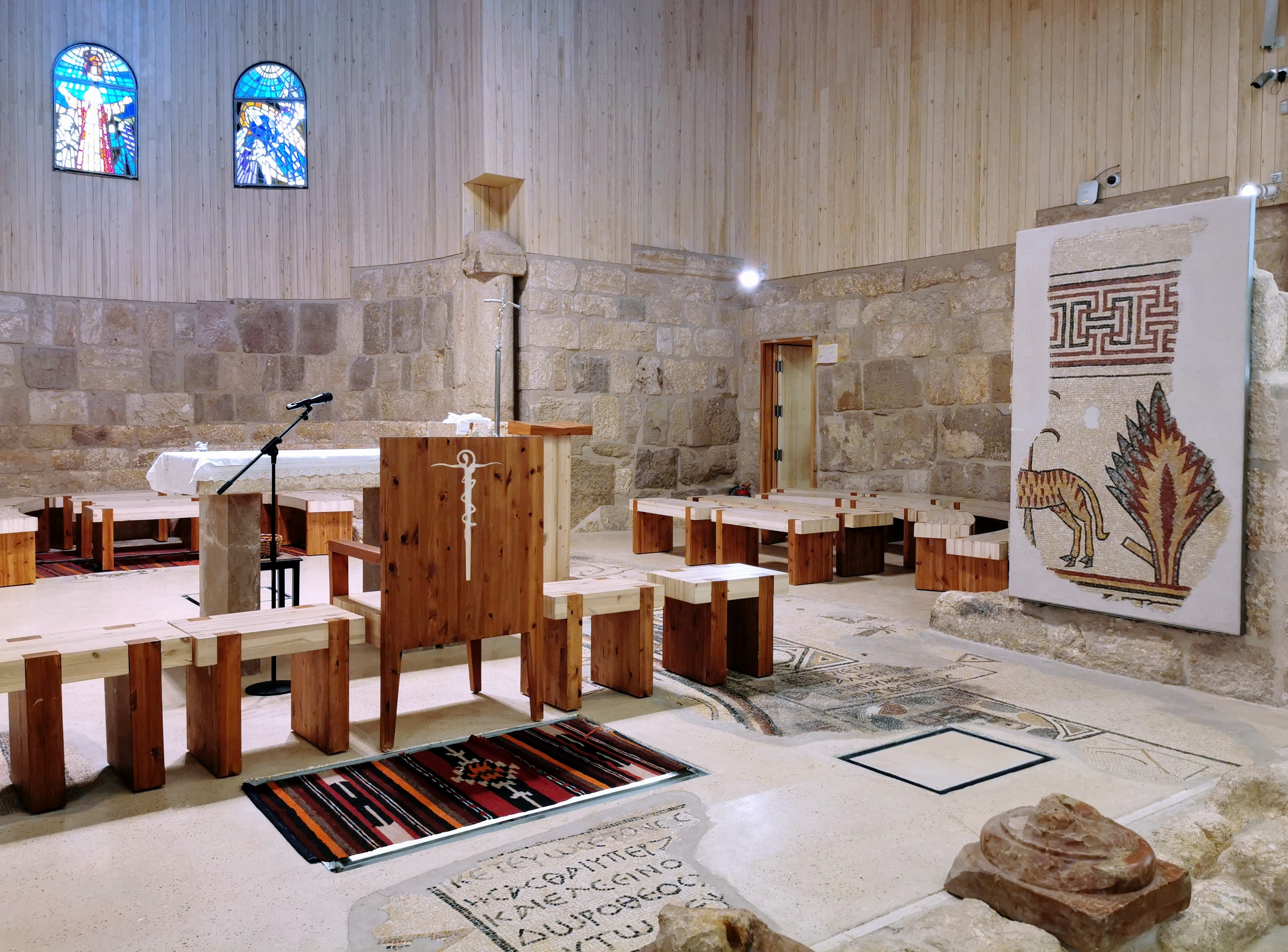
A templom szentélye
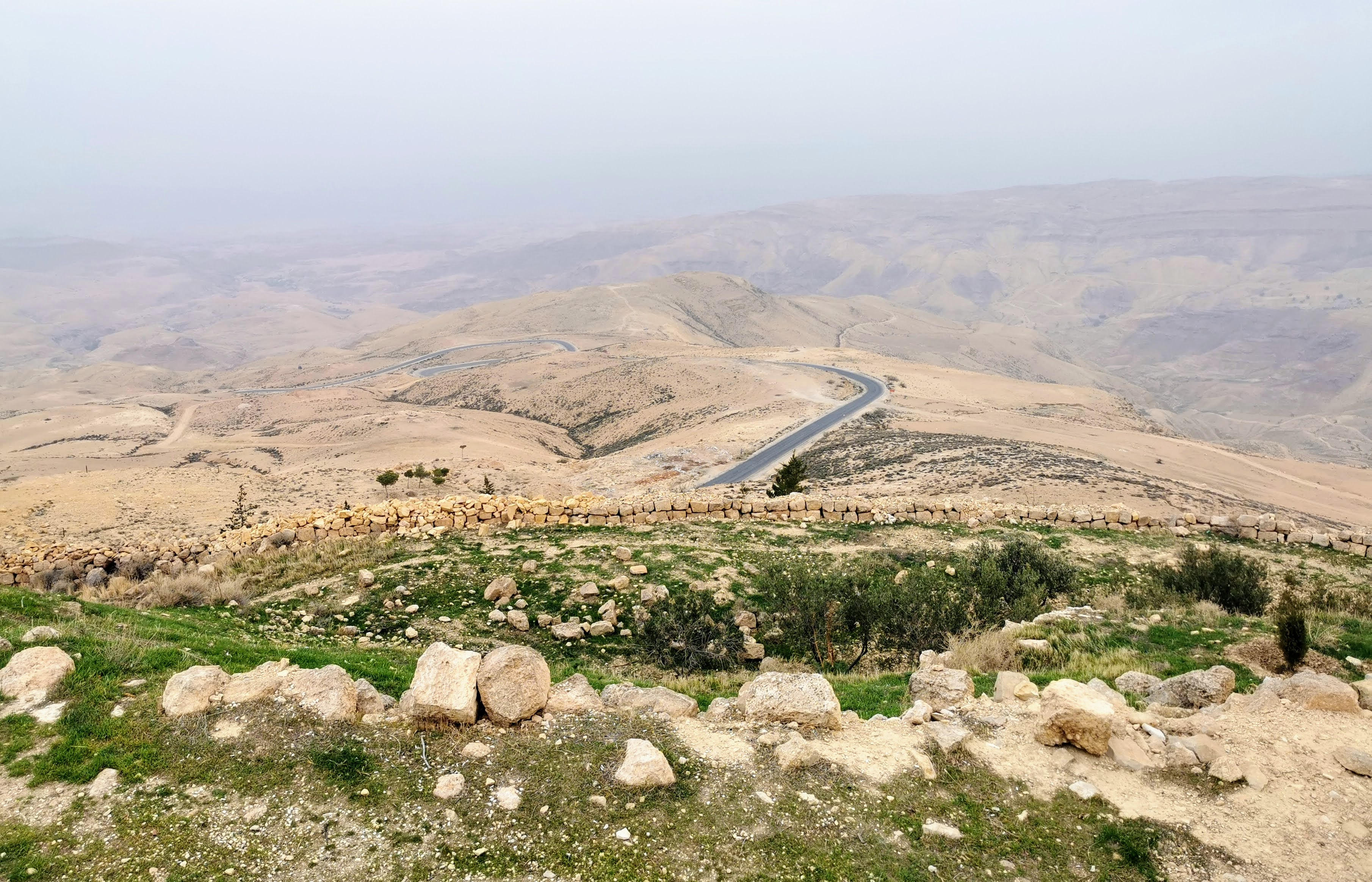
Kilátás a Holt-tenger felé

## Fordítás
- Ez a szócikk részben vagy egészben  a   Mount Nebo című angol Wikipédia-szócikk fordításán alapul.  Az eredeti cikk szerkesztőit annak laptörténete sorolja fel. Ez a jelzés csupán a megfogalmazás eredetét és a szerzői jogokat jelzi, nem szolgál a cikkben szereplő információk forrásmegjelöléseként.